# Nationales Naturschutzgebiet Dransedelta
Das Nationale Naturschutzgebiet Dransedelta (französisch réserve naturelle nationale du delta de la Dranse) ist ein Schutzgebiet im Mündungsbereich der Dranse in den Genfersee.

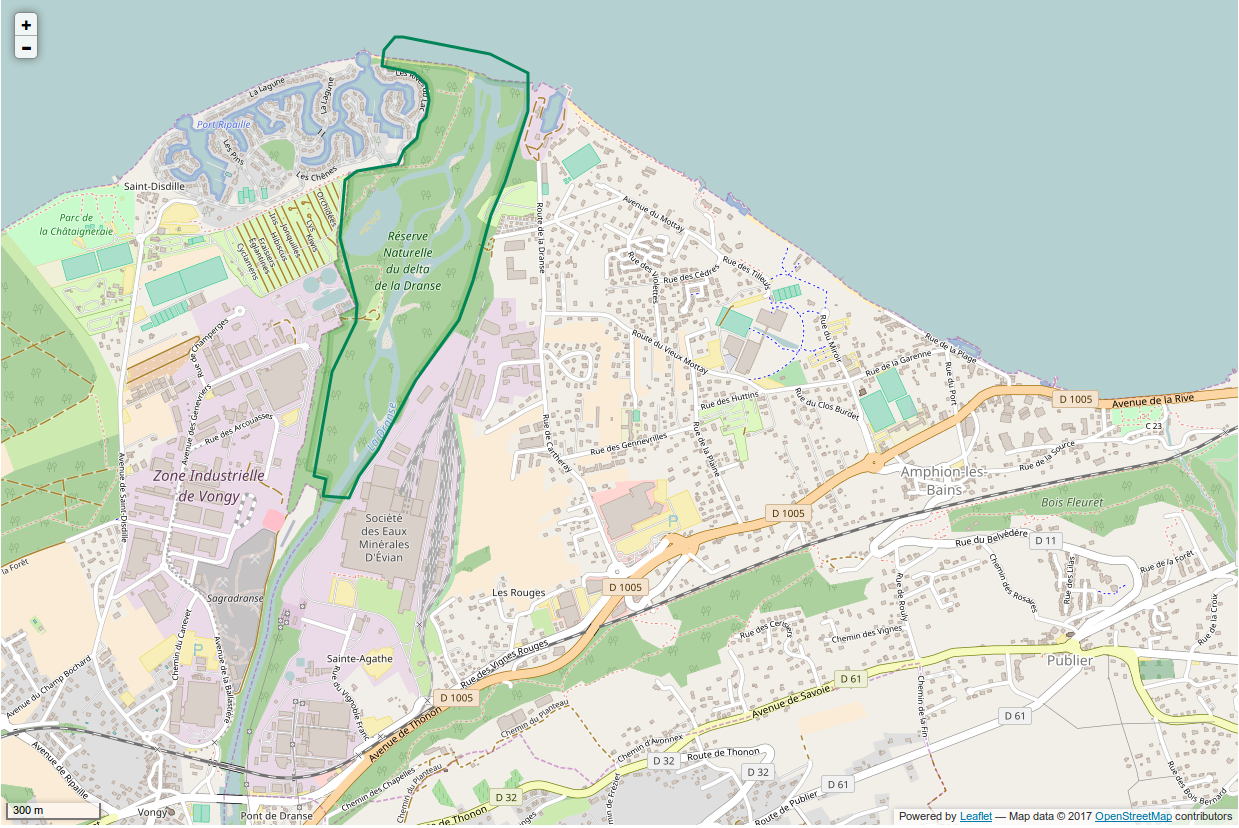
Lage des Naturschutzgebiets

Das ausgewiesene Naturschutzgebiet liegt im Gebiet der Gemeinde Publier im Arrondissement von Thonon-les-Bains. Es umfasst eine Fläche von 52 Hektaren am letzten Abschnitt des Flusslaufs. Die Dranse hat über Jahrtausende ein mehrere Quadratkilometer großes Delta am Rand des Genfersees aufgeschüttet. Davon ist der größte Teil durch Siedlungen und Gewerbegebiete überbaut und für einen großen Yachthafen sowie ein Kieswerk umgestaltet worden. Dazwischen ist entlang des Flusslaufs ein schmaler Streifen des Auenwaldes erhalten geblieben. Der Fluss hat sich darin in mehrere Gerinne aufgeteilt, und im Westen des Auenwaldes liegt ein See.

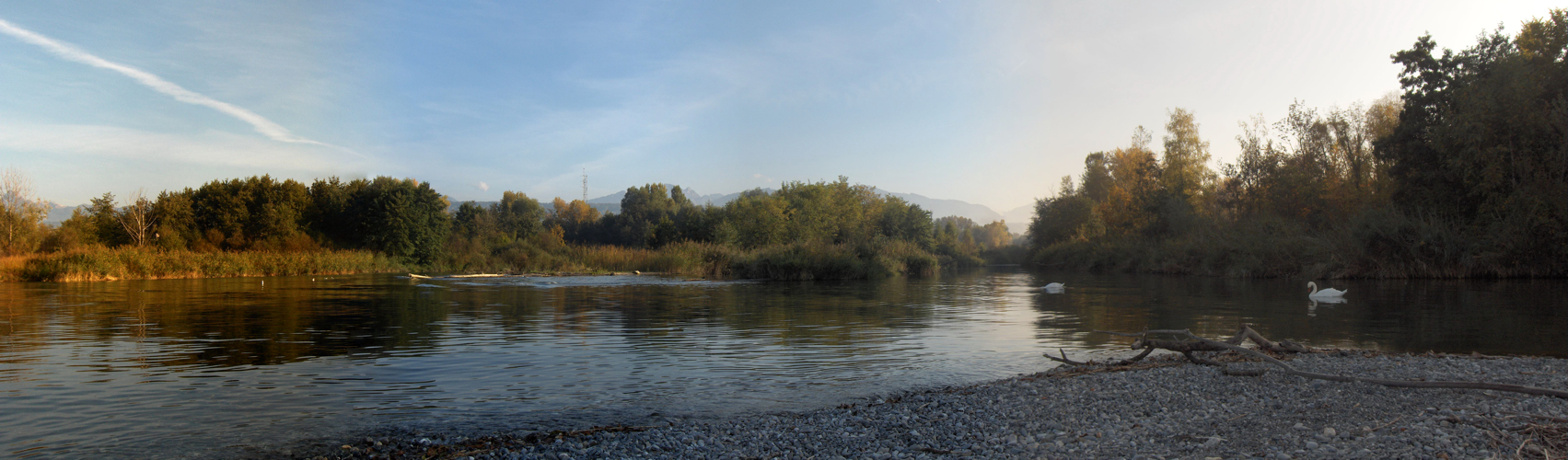
Mündung der Dranse

Das Areal wurde im Jahr 1980 zum Schutzgebiet erklärt. Es bildet die einzige noch im natürlichen Zustand erhaltene größere Flussmündung am Genfersee. Neben einer Vielfalt von Pflanzenarten beherbergt das Gebiet vor allem eine reiche Vogelwelt. An der Dranse befindet sich das einzige Brutgebiet der Flussseeschwalbe im oberen Rhonetal.